# Ystads stad
Denna artikel handlar om den tidigare kommunen Ystads stad. För orten se Ystad, för dagens kommun, se Ystads kommun.
Ystads stad var en stad och kommun i Malmöhus län.

## Administrativ historik
Ystad växte fram vid Vassaåns mynning i anslutning till handeln med sill - sillen gick till i stora mängder vid 1100-talets slut.
Kungen Valdemar Sejr byggde S:ta Maria kyrka i början av 1200-talet kan ha varit ett led i kungens plan att etablera en centralort i Ystad. Då Franciskanerklostret, Gråbrödraklostret, grundades 1258 (alternativt 1267) kan man räkna med att Ystad var en etablerad stad.
Staden blev en egen kommun, enligt Förordning om kommunalstyrelse i stad (SFS 1862:14) den 1 januari 1863, då Sveriges kommunsystem infördes. Staden uppgick 1971 i den då bildade Ystads kommun.
Ystads stad hade egen jurisdiktion med rådhusrätt till och med 1960, varefter staden tillhörde Vemmenhögs, Ljunits och Herrestads häraders tingslag till 1967 sedan till Ystads domsagas tingslag.
Ystads stadsförsamling var ursprungligen Ystad Sankta Maria församling. 1532 utbröts ur denna Ystads Sankt Petri församling och 1884 sammanslogs dessa två till Ystads stadsförsamling som 1919 bytte namn till Ystads församling.

### Sockenkod
För registrerade fornfynd med mera så återfinns staden inom ett område definierat av sockenkod 1413 som motsvarar den omfattning staden hade kring 1950.

## Stadsvapnet
Blasonering: I med röda rosor bestrött fält av guld ett upprest krönt, blått lejon med röd krona och beväring.
Ystads kommunvapen bygger på ett sigill med lejon och rosor som fanns för Ystads stad under medeltiden, men djuret omvandlades så småningom till en grip. När vapnet fastställdes för Ystads stad år 1936 återgick man till ursprunget. Stadsvapnet registrerades för den nya kommunen år 1974.

## Geografi
Ystads stad omfattade den 1 januari 1952 en areal av 10,79 km², varav 10,77 km² land.

### Tätorter i staden 1960
I Ystads stad fanns tätorten Ystad, som hade 13 568 invånare den 1 november 1960. Tätortsgraden i staden var då 98,7 procent.

## Politik

### Mandatfördelning i valen 1919–1966
| 18 | 4 | 10 |

| 25 | 7 |

| 18 | 4 | 10 |

| 29 |

| 17 | 5 | 10 |

| 29 |

| 17 |  | 3 | 11 |

| 32 |

| 18 |  | 3 | 10 |

| 30 |

| 21 | 4 | 7 |

| 32 |

| 20 | 4 | 8 |

| 30 |

| 19 | 4 | 9 |

| 32 |

| 21 | 4 | 7 |

| 28 |

| 22 | 5 | 5 |

| 28 |

| 19 | 7 | 6 |

| 27 | 5 |

| 18 | 7 | 7 |

| 26 | 6 |

| 20 |  | 6 | 5 |

| 26 | 6 |

| 18 | 2 | 5 | 7 |

| 27 | 5 |